# (3554) Amun
(3554) Amun és un asteroide pertanyent als asteroides Atón descobert per Eugene Merle Shoemaker i Carolyn Jean S. Shoemaker el 4 de març de 1986 des de l'observatori Palomar, Estats Units.
inicialment va ser designat com 1986 EB. Posteriorment, en 1987, es va nomenar per Amon, un déu de la mitologia egípcia.

## Característiques orbitals
Orbita a una distància mitjana de 0,9737 ua del Sol, podent acostar-s'hi fins a 0,7006 ua i allunyar-se'n fins a 1,247 ua. La seva excentricitat és 0,2804 i la inclinació orbital 23,36 graus. Triga a completar una òrbita al voltant del Sol 350,9 dies.
Amun és un asteroide proper a la Terra.

## Característiques físiques
La magnitud absoluta d'Amun és 15,82. Té un diàmetre de 2,48 km i un període de rotació de 2,53 hores. Té una albedo estimada de 0,1284.